# Méliphage à gorge rousse
Conopophila rufogularis
Espèce
Statut de conservation UICN

 LC  : Préoccupation mineure
Le Méliphage à gorge rousse (Conopophila rufogularis) est une espèce d'oiseaux de la famille des Meliphagidae et du genre Conopophila.

## Distribution
Il est endémique en Australie.

## Habitat
Il habite les mangroves.